# Software de edición de video

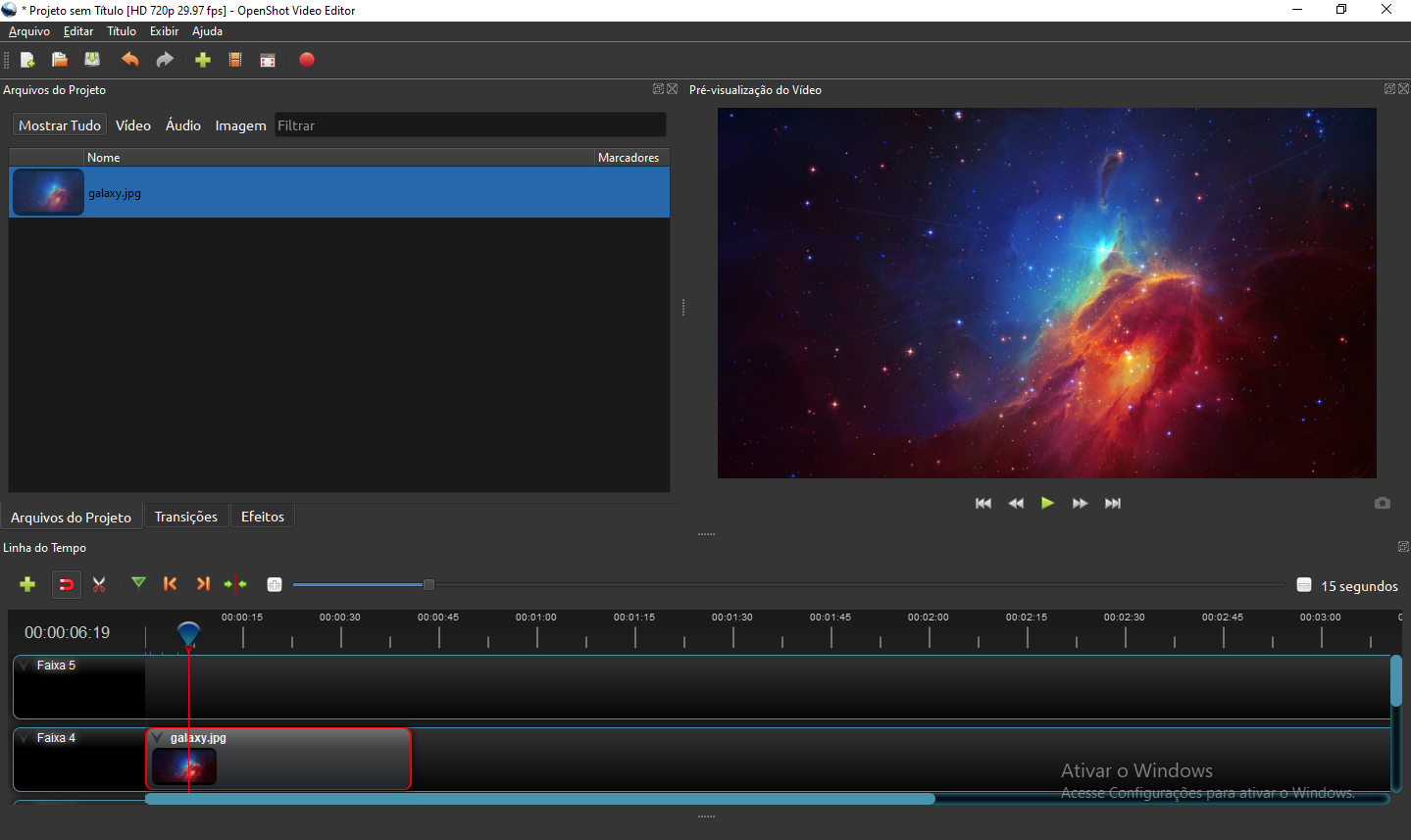
Pantalla principal de OpenShot Video Editor en Windows 10 Home

El software de edición de vídeo es un programa de aplicación que se encarga de la edición de vídeo posterior a la producción de secuencias de vídeo digital en un sistema de edición no lineal por ordenador (NLE en inglés). Ha sustituido a las herramientas tradicionales de edición de películas de celuloide de base plana y a las máquinas analógicas de edición en línea de vídeocinta a cinta.
El software de NLE se basa normalmente en un paradigma de interfaz de línea de tiempo en el que las secciones de las grabaciones de vídeo de imágenes en movimiento, conocidas como clips, se presentan en secuencia y se reproducen. La NLE ofrece una gama de herramientas para recortar, empalmar, cortar y organizar clips a lo largo de la línea de tiempo. A medida que los sistemas digitales NLE han ido avanzando en su conjunto de herramientas, su papel se ha ido ampliando y la mayoría de los sistemas NLE profesionales y de consumo por igual ahora incluyen una gran cantidad de funciones para la manipulación de colores, títulos y efectos visuales, así como herramientas para editar y mezclar audio sincronizado con la secuencia de imágenes de vídeo. 
Una vez finalizado el proyecto, el sistema NLE puede utilizarse para exportar a películas en una variedad de formatos en un contexto que puede ir desde formatos de cintas de difusión hasta formatos de archivos comprimidos para Internet, DVD y dispositivos móviles.